# Condado de Leszno
Nota linguística: Não confundir hrabstwo (condado) com powiat (divisão administrativa)..
Leszno (polaco: powiat leszczyński) é um powiat (condado) da Polónia, na voivodia de Grande Polónia. A sede é a cidade de Leszno. Estende-se por uma área de 804,65 km², com 49 687 habitantes, segundo os censos de 2005, com uma densidade 61,75 hab/km².

## Divisões admistrativas
O condado possui:
Comunas urbana-rurais: Osieczna, Rydzyna
Comunas rurais: Krzemieniewo, Lipno, Święciechowa, Wijewo, Włoszakowice
Cidades: Osieczna, Rydzyna

## Demografia
População (dados de 30 de Junho de 2005):
|          | Total   | Total | Mulheres | Mulheres | Homens  | Homens |
| -------- | ------- | ----- | -------- | -------- | ------- | ------ |
|          | pessoas | %     | pessoas  | %        | pessoas | %      |
| Total    | 49 687  | 100   | 25 012   | 50,3     | 24 675  | 49,7   |
| Cidades  | 4433    | 100   | 2255     | 50,9     | 2178    | 49,1   |
| Povoados | 45 254  | 100   | 22 757   | 50,3     | 22 497  | 49,7   |